# San Bernardo, Chile
San Bernardo är en stad i Chile och ligger i regionen Región Metropolitana de Santiago. Staden ingår i Santiagos storstadsområde och har cirka 300 000 invånare.